# BaseX
BaseX — компактная система управления базами данных XML, разрабатываемая в рамках коллективного проекта на платформе GitHub. Эта система преимущественно применяется для сохранения, запроса и визуализации объёмных XML-документов и XML-коллекций.. BaseX может быть использован в различных операционных системах, на основании свободной Open-Source-лицензии.
BaseX предоставляет высоко-стандартную совместимость с W3C-языками XPath и XQuery, а также с обновляющими и полнотекстовыми расширениями. Интегрированный графический интерфейс пользователя позволяет проводить интерактивное обследование и анализ собственных данных, предоставляя возможность выполнения команд языков XPath и XQuery.

## Технологии
- XPath — язык запросов
- XQuery 3.1
  - XQuery Update Facility 3.0 (W3C)
  - XPath/XQuery Full Text 3.0 (W3C)
- Поддержка EXPath-модулей и Packaging-систем
- Клиент-серверная архитектура с администрированием пользователей и трансактивным управлением
- APIs: RESTXQ, REST, WebDAV, XML:DB, XQJ; Java, C#, Perl, PHP, Python и другие языки программирования
- поддерживаемые форматы данных: XML, HTML, JSON, CSV, Text, бинарные данные
- Графический интерфейс пользователя с иерархичными визуализациями: Treemap, табличное отображение, дерево выбора, Диаграмма рассеяния

## Макет базы данных
BaseX применяет табличные изображения древовидных структур для сохранения XML-документов. База данных может содержать в себе как отдельные документы, так и коллекции документов. BaseX обладает многочисленными индексными структурами, которые увеличивают скорость запросов XPath-операций, сравнения атрибутов и текстов, а также полнотекстового поиска.

## История
BaseX был создан в 2005 году Кристианом Грюном, научным сотрудником Констанцского университета (Германия). С 2007 года BaseX распространяется в открытых исходных текстах.